# Chenal Neumayer
Pour les articles homonymes, voir chenal et Neumayer.

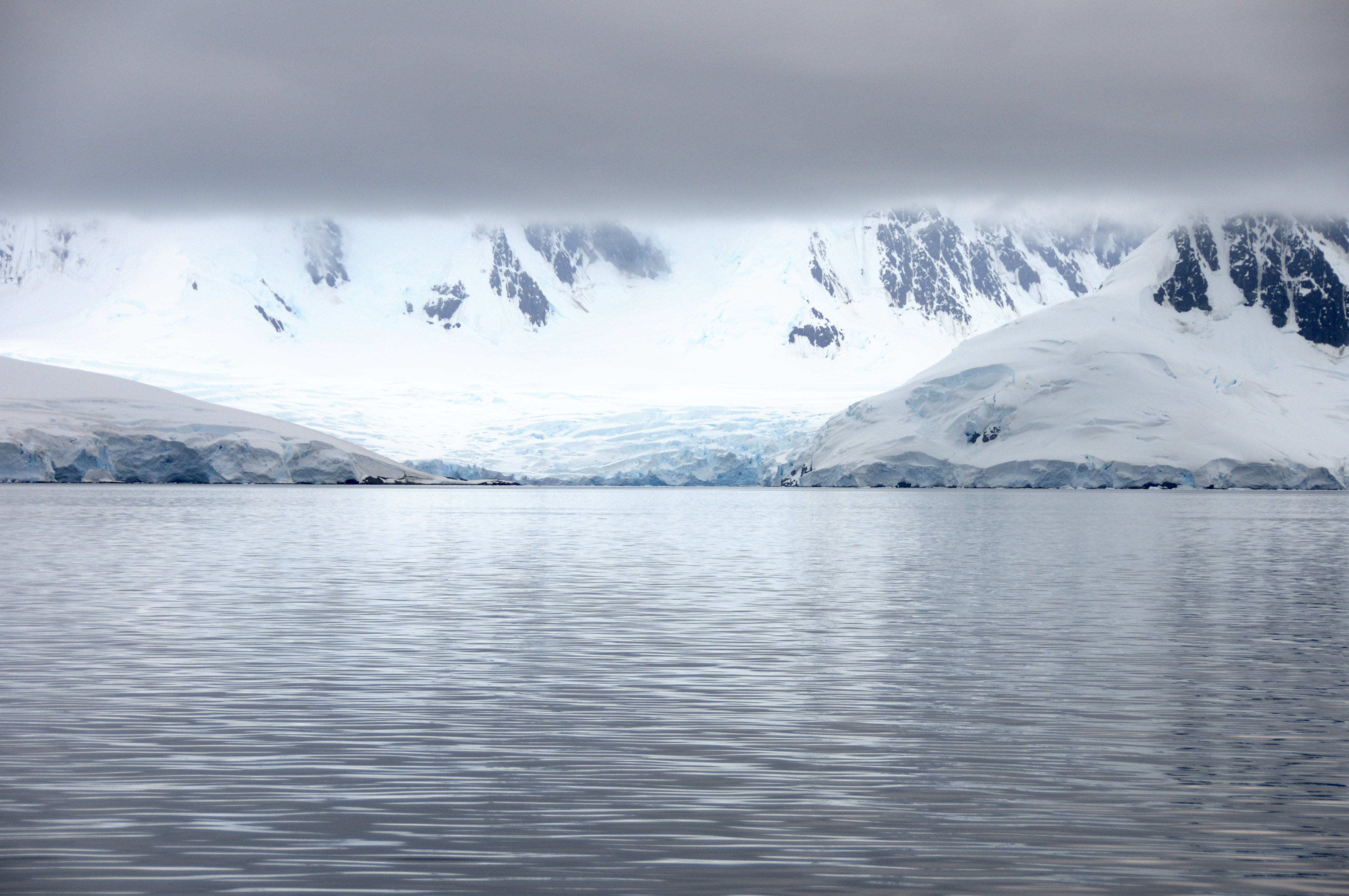
Le chenal Neumayer. Vue par son entrée nord-est.

Le chenal Neumayer est un détroit situé sur la côte ouest de la terre de Graham, dans la péninsule Antarctique. Orienté nord-est sud-est, le chenal mesure 26 kilomètres de long pour 2 400 mètres de large environ. Il sépare l'île Anvers des îles Wiencke et Doumer situées sur l'archipel Palmer.
L'entrée sud-ouest a été vue par Dallmann, chef de l'expédition allemande (1873-1874) et le chenal fut nommé Roosen channel. Il fut renommé par l'explorateur belge Adrien de Gerlache lors de l'expédition du navire Belgica de 1897-1899 en l'honneur de Georg von Neumayer.

## Bibliographie

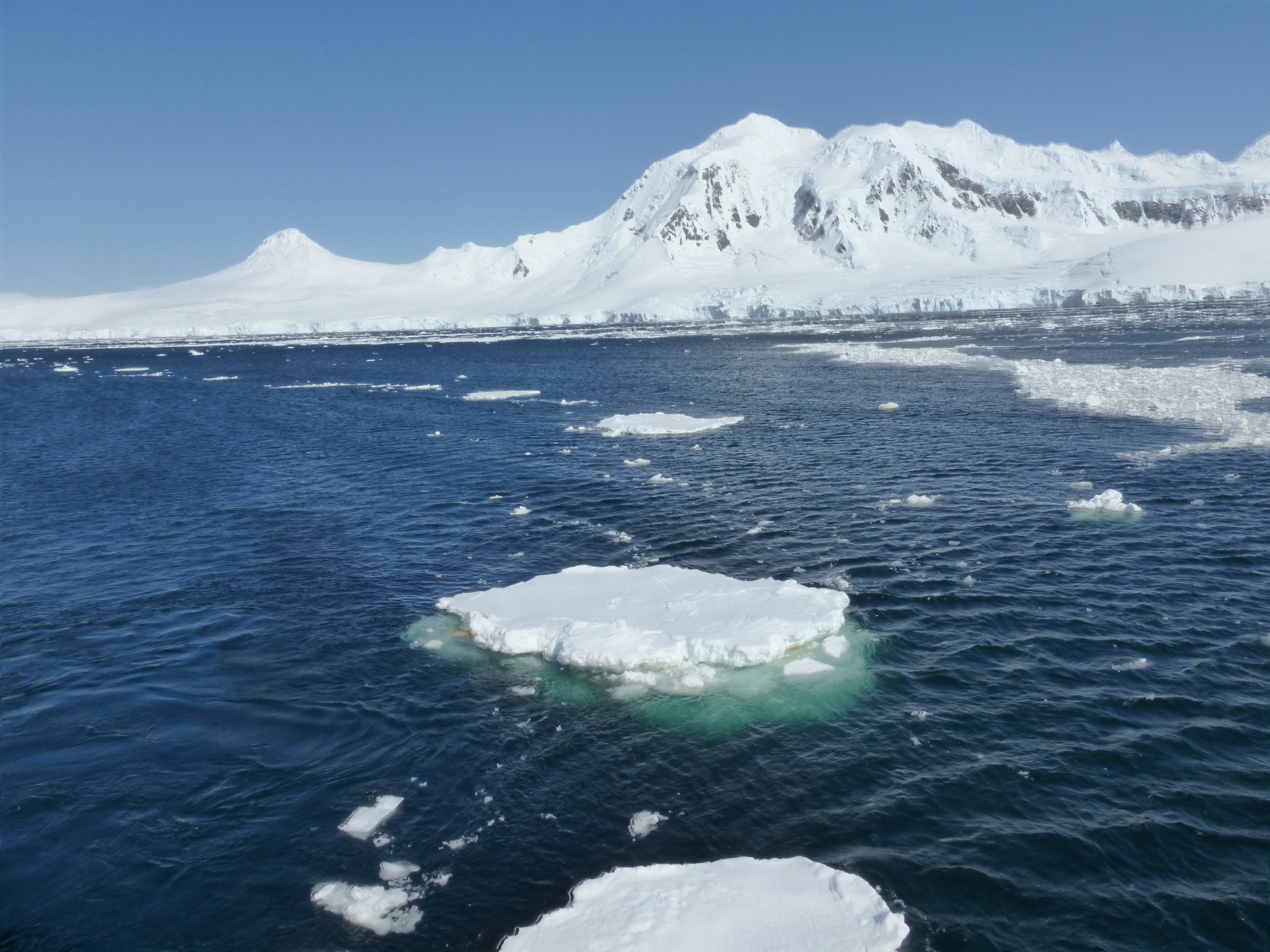
Glaces dans le chenal Neumayer

## Source
- Geographic Names Information System